# Любовь Сиам
«Сиамская любовь» (Любовь Сиам, Любовь на Сиамской площади, англ. The Love of Siam, ориг. Rak haeng Siam) — фильм тайского режиссёра Шокеа Сакверакула (Chookiat Sakveerakul).

## Сюжет
Друзья Миу и Тонг живут размеренной жизнью в Сиамском квартале Бангкока. Фильм начинается с двадцатиминутного пролога, который повествует об их отношениях в детстве. Естественный ход событий нарушается, когда старшая сестра одного мальчика пропадает в джунглях во время похода. Убитая горем семья переезжает в другое место, разделяя друзей. Годы спустя, повзрослевшие молодые люди встречаются вновь. Миу теперь — певец и душа музыкальной группы, его помощница поразительным образом похожа на погибшую сестру Тонга. Ребята пытаются помочь семье Тонга преодолеть депрессию и разобраться в новых чувствах по отношению друг к другу.

## В ролях
| Актёр                           | Роль                  |
| ------------------------------- | --------------------- |
| Witwisit Hiranyawongkul (Pitch) | Миу (Mew)             |
| Mario Maurer                    | Тонг (Tong)           |
| Kanya Rattanapetch              | Йинг (Ying)           |
| Aticha Pongsilpipat             | Донат (Donut)         |
| Chermarn Boonyasak (Laila)      | Танг/Джун (Tang/June) |
| Sinjai Plengpanich              | Суни (Sunee)          |
| Songsit Rungnopakunsri          | Корн (Korn)           |

## Награды
В 2008 году на международном кинофестивале «Синеманила» (en:Cinemanila International Film Festival) фильм победил в номинации "Лучший актёр" (Mario Maurer). В этом же году картина была удостоена «Премии Национальной Ассоциации Кино Таиланда» (en:Thailand National Film Association Awards) в трёх номинациях: "Лучший режиссёр" (Chukiat Sakveerakul), "Лучший фильм" и "Лучшая актриса вспомогательного состава" (Laila Boonyasak).

## Саундтрек
Саундтрек к фильму был выпущен в ноябре 2007 года, на кануне выхода фильма на большие экраны. Альбом, записанный в стиле ThaiPop/ThaiRock, сразу же обрел популярность и был распродан в течение нескольких недель. А заглавная композиция "Gun Lae Gun" семь недель продержалась в первой строчке чарта популярной радиостанции 97.5 FM.
В записи саундтрека принимали участие: Suweera Boonrod, Chookiat Sakveerakul, Witwisit Hiranyawongkul, Passakorn Wiroonsup, а также группа «August».